# Was She a Vampire?
Was She a Vampire? è un cortometraggio muto del 1915 diretto da Albert W. Hale.

## Produzione
Il film fu prodotto dalla Powers Picture Plays.

## Distribuzione
Distribuito dall'Universal Film Manufacturing Company, il film - un cortometraggio in due bobine - uscì nelle sale cinematografiche USA il 10 luglio 1915.
Non si conoscono copie ancora esistenti della pellicola che viene considerata presumibilmente perduta.